# Prionolejeunea scaberula
Prionolejeunea scaberula là một loài Rêu trong họ Lejeuneaceae. Loài này được (Spruce) Zwickel miêu tả khoa học đầu tiên năm 1933.